# Tornus mienisi
Tornus mienisi is een slakkensoort uit de familie van de Tornidae. De wetenschappelijke naam van de soort is voor het eerst geldig gepubliceerd in 1998 door van Aartsen, Carrozza & Menkhorst.